# Eukiefferiella bedmari
Eukiefferiella bedmari is een muggensoort uit de familie van de dansmuggen (Chironomidae). De wetenschappelijke naam van de soort is voor het eerst geldig gepubliceerd in 1987 door Vilchez-Quero & Laville.